# Schlacht von Kretopolis
Erster Diadochenkrieg (321–320 v. Chr.):
Hellespont
Zwischenzeit (320–319 v. Chr.):
Orkynia – Kretopolis – Nora
Zweiter Diadochenkrieg (319–316 v. Chr.):
Megalopolis – Byzantion – Kopratas – Paraitakene – Gabiene
Dritter Diadochenkrieg (315–311 v. Chr.):
Tyros – Gaza
Babylonischer Krieg (311–309 v. Chr.)
Vierter Diadochenkrieg (309–301 v. Chr.):
Salamis – Rhodos – Ipsos
Fünfter Diadochenkrieg (288–286 v. Chr.)
Sechster Diadochenkrieg (282–281 v. Chr.):
Kurupedion
Die Schlacht von Kretopolis war ein militärischer Zusammenstoß im Jahr 319 v. Chr. im südwestlichen Kleinasien, der heutigen Türkei. Sie fand in der historischen Landschaft Pisidien statt, in der Nähe der Stadt Kretopolis, die wahrscheinlich einst von dem Kreter Nearchos gegründet worden war und mit dem heutigen Ort Büğduz (bei Yüreğil) identisch ist.
Obwohl sie nicht Teil eines der gezählten Diadochenkriege ist, gehört die Schlacht zu den Ereignissen des frühen Diadochenzeitalters, das auf den Tod Alexanders des Großen gefolgt war. Sie fand zwischen dem ersten und zweiten Diadochenkrieg statt.

## Hintergrund
Im Jahr 323 v. Chr. war Alexander der Große in Babylon gestorben. Weil er nur einen geistig behinderten Halbbruder Philipp III. Arrhidaios und einen unmündigen Sohn Alexander IV. Aigos auf dem Thron seines von ihm eroberten Weltreichs hinterließ, begannen die Gefährten und Generäle, die den Asienfeldzug mitgemacht hatten und als „Diadochen“ (Nachfolger) bezeichnet werden, um die Regentschaft zu streiten. Als Regent hatte sich schließlich in der Reichsordnung von Babylon der General Perdikkas durchgesetzt, der auch den Siegelring Alexanders erhalten hatte. 
Aufgrund eigener höherer Ambitionen, aber auch wegen partikularischer Interessen einiger, die eine Aufteilung des Reichs anstrebten, hatte sich 321 v. Chr. gegen Perdikkas eine Fraktion gebildet, die gegen ihn den ersten Diadochenkrieg führte. Trotz eines Sieges der „Perdikkaner“ in der Schlacht am Hellespont (Frühjahr 320 v. Chr.) wurde Perdikkas um dieselbe Zeit am Nil von eigenen Männern ermordet. Die Sieger des Krieges ordneten die Reichsangelegenheiten auf der Konferenz von Triparadeisos neu, indem Antipater zum neuen Regenten bestimmt und die überlebenden Anhänger des Perdikkas geächtet wurden. Dies waren vor allem Eumenes, der Sieger vom Hellespont, und Alketas, der Bruder des Perdikkas. Mit ihrer Bekämpfung wurde der zum strategos von Asien ernannte Antigonos Monophthalmos beauftragt.
Auf den Tod des Perdikkas hatte sich dessen Schwager Attalos, der die Befehlsgewalt über die Reichsflotte innehatte, zunächst nach Tyros abgesetzt. Anschließend landete er an der Küste von Karien, wo sein Schwager Alketas zu ihm stieß. Gemeinsam schlugen sie ein Heer des lokalen Satrapen Asandros, worauf sie sich einstweilen in Karien festsetzen konnten. Zur gleichen Zeit hatte Eumenes sein Lager in Kelainai aufgeschlagen und Kontakt zu ihnen aufgenommen mit der Absicht, ihre Kräfte zu vereinen. Alketas aber schlug dieses Ansinnen aus, da er sich nicht der Befehlsgewalt eines Nichtmakedonen unterstellen wollte, die Eumenes als Sieger vom Hellespont beanspruchte. Die Fraktion der „Perdikkaner“ war damit untereinander gespalten und Eumenes sah sich darauf gezwungen, sich vor dem heraufziehenden Antipater nach Kappadokien abzusetzen.
Im Frühjahr 319 v. Chr. begann Antigonos seinen Kampf gegen die „Perdikkaner“ und ihm gelang in der Schlacht von Orkynia ein erster Sieg gegen Eumenes, den er anschließend in der Bergfestung Nora einschloss. Um dieselbe Zeit haben Alketas und seine Anhänger ihren Marsch von Karien in die angrenzende Region Pisidien begonnen. Antigonos war militärisch stark genug, um Nora belagern und gleichzeitig den Kampf gegen Alketas führen zu können, als er von dessen Marsch unterrichtet wurde. Mit dem größten Teil seiner ihm unterstehenden Hälfte des Reichsheeres zog er nach Pisidien.

## Die Schlacht
Nach einem Gewaltmarsch in sieben Tagen und Nächten stieß Antigonos bei dem von Nora 2.500 Stadien (ca. 450 km) entfernt liegenden Kretopolis auf das lagernde Heer des Alketas. Da er sich diesem unbemerkt näherte, plante Antigonos einen Überraschungsangriff auf den Gegner, aber die weit zu hörenden, Trompeten ähnlichen Laute seiner Elefanten verrieten ihn, worauf Alketas sein Heer Aufstellung zur Schlacht beziehen ließ. Das Terrain war für eine Schlacht denkbar ungünstig, da es sich inmitten der Ausläufer des Taurus befand. Antigonos ließ mit seinen Truppen sogleich die strategisch wichtigen von ihnen, die das Lager der Perdikkaner umsäumten, besetzen.
Alketas versuchte die drohende Einschließung seiner Truppen zu verhindern. Weil die Aufstellung seiner Phalanx einige Zeit in Anspruch nahm, beabsichtigte er einzig mit seiner Kavallerie einen Angriff auf die auf den Anhöhen positionierten Männer des Antigonos zu führen und sie so von dort zu vertreiben. Es entbrannte auf den Hügeln ein heftiger Kampf mit hohen Verlusten auf beiden Seiten. Antigonos erkannte jedoch den schweren taktischen Fehler des Alketas, der seine nur unzureichend vorbereitete Phalanx ohne jeden Flankenschutz zurückgelassen hatte. Mit 6000 Kavalleristen seines bis dahin zurückgehaltenen rechten Flügels umging er deshalb den Kampf auf den Hügel und brach mit ihnen in die Flanke der gegnerischen Phalanx ein. Damit erreichte er das, was Alketas zu verhindern beabsichtigte, dem er nun seine Rückzugsmöglichkeit zur Phalanx abschnitt und diese zugleich in schwere Bedrängnis brachte. Auf dem Hügel ließ Alketas darauf seine Kavallerie wenden, um sich mit ihr zu seiner Infanterie durchzukämpfen, um von ihr noch zu retten, was zu retten war.
Die Niederlage der Perdikkaner war aber letztlich besiegelt. Als sich deren Kräfte wieder ungeordnet im Talkessel befanden, ließ Antigonos seine Kavallerie und Elefanten von den Hügeln herab auf den Gegner zur Attacke anrennen, deren Wucht dem Gegner den tödlichen Stoß versetzte. Nachdem sich das Heer der Perdikkaner im allgemeinen Tumult aufgelöst hatte, ergaben sich die meisten von ihnen dem Sieger, darunter die Generäle Attalos, Dokimos, Philotas und Polemon. Alketas aber gelang die Flucht vom Feld; er schlug sich bis zur pisidischen Stadt Termessos durch, von deren Bürgern er aufgenommen wurde.

## Folgen
Nach Orkynia erlangte Antigonos bei Kretopolis den zweiten Sieg über die Fraktion der Perdikkaner, die fast ein Jahr nach der Konferenz von Triparadeisos faktisch vernichtet war. Dieser Sieg begünstigte ihn ebenso bei der Errichtung seiner Herrschaft über Kleinasien, das zum Fundament seiner zukünftigen Machtposition unter den Diadochen wurde.
Dem fliehenden Alketas war Antigonos nach Termessos gefolgt, dessen jüngere Stadtbewohner bereit waren, mit Alketas gegen ihn zu kämpfen. Die älteren Stadtbürger aber fürchteten den Untergang ihrer Stadt durch die weit überlegene Streitmacht des Antigonos und beabsichtigten daher Alketas auszuliefern. Um dem zu entgehen, beging Alketas schließlich Selbstmord, sein Leichnam wurde an Antigonos übergeben, der ihm ein Begräbnis verweigerte und ihn am Straßenrand liegen ließ, als er nach Nora abzog. Als er auf seinem Marsch wieder Kretopolis erreichte, stieß hier ein Gesandter aus Makedonien zu ihm, der den Tod Antipaters vermeldete.